# قصيرات الصدر الحقيقية
قصيرات الصدر الحقيقية (الاسم العلمي:†Eubrachythoraci) هي أصنوفة منقرضة من الفقاريات تتبع رتيبة قصيرات الصدر من رتبة مفصليات الرقبة.

## التصنيف
- عظميات الشكل السميكة
  - عظميات دانكل وأشباهها
    - عظميات دانكل
      - عظمية دانكل